# Исправительно-трудовой дом
Исправительно-трудовой дом — вид исправительно-трудового учреждения, реорганизованный из общих мест заключения в ходе реформы учреждений лишения свободы в РСФСР 1922-25 гг. По исправительно-трудовому кодексу РСФСР 1924 г. основной вид мест лишения свободы для применения мер исправительного характера.
В циркуляре Народного комиссариата юстиции РСФСР от 20 июня 1920 года было указано, что ни один заключённый не мог стать освобождённым, «не обучившись грамоте или не зная какого-либо ремесла». С 1921 года тюрьмы стали именоваться исправительно-трудовыми домами.
ИТД предназначались для лишения свободы на срок свыше 6 месяцев. В них содержалось большинство заключённых. Направлению в ИТД подлежали лица, не представляющие особой опасности для государства и те, для кого не предусматривался режим строгой изоляции. Режим в ИТД считался общим и основывался на обязательном труде заключённых и культурно-просветительской работе. Кроме того, здесь реализовывались принципы прогрессивной системы отбывания наказания. Они заключались в том, что в зависимости от степени исправления (успехи в работе, хорошее поведение и т. д.) заключённым предоставлялись различные льготы и перевод из низкого в более высокий разряд. Осужденные среднего и высшего разрядов имели право на отпуск: среднего разряда — 7 суток по истечении 2 месяцев пребывания в этом разряде; высшего — 14 суток по истечении 1 месяца пребывания в этом разряде.
При обнаружении у заключённого способностей к трудовой жизни его могли перевести в полусвободный режим: в исправительно-трудовые колонии и переходные исправительно-трудовые дома. При систематическом нарушении режима ИТД заключённый переводился в Изолятор специального назначения. Исправительно-трудовые дома прекратили существование в 1933 г.